# 学校法人日本航空学園

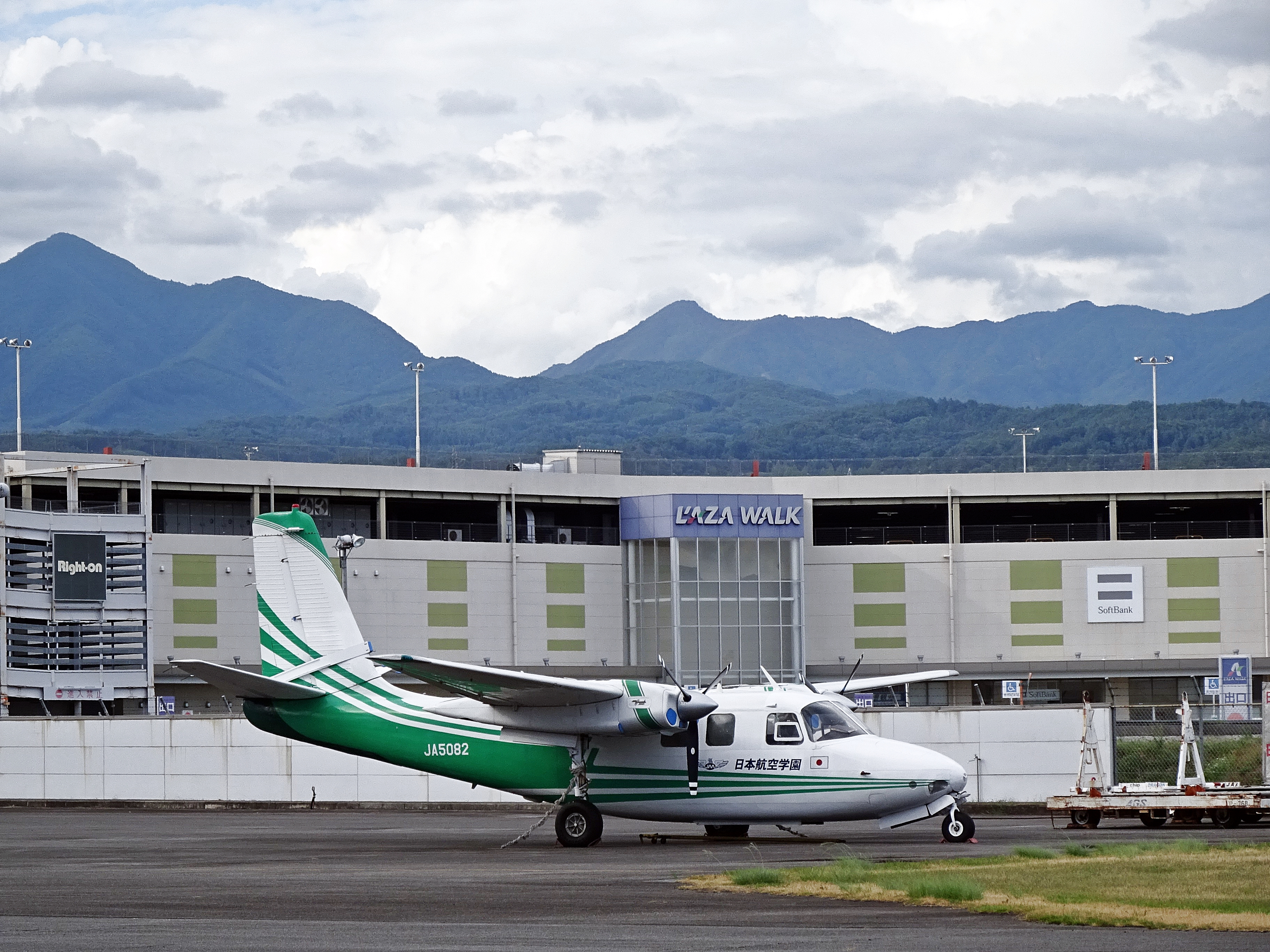
同学園所有機エアロコマンダー 500（JA5082）

学校法人日本航空学園（がっこうほうじんにほんこうくうがくえん）は、山梨県甲斐市に法人本部を置く学校法人。山梨在郷軍人航空研究会に端を発する。航空会社の日本航空（JAL）とは無関係。
山梨県甲斐市・北海道千歳市・石川県輪島市・東京都目黒区に拠点を持ち、専修学校2校・高等学校3校・中学校1校・団体4校を運営。航友会は学園同窓会にあたり、保護者の会を雄飛会と称する。

## 教育方針
日本航空学園は、創立者の建学の志を基に5つの校訓を、建学の志や先代が定めた校訓を基にJ-shipという教育コンセプトを定めている。

## 沿革
- 1932年 - 甲府在郷軍人航空研究会を母体とし、航空発動機練習所開設。
- 1933年 - 山梨県中巨摩郡玉幡村に40万平方メートルの飛行場を開設。
- 1936年 - 財団法人 山梨航空研究会を設立し山梨飛行場を設置。 サルムソン機を使用して、飛行士養成を開始。所有機数10機。
- 1939年 - 山梨航空技術学校設立認可を受ける。
- 1940年 - 熊谷陸軍飛行学校甲府分校が設置され、飛行場を共用。逓信省航空局より200名、南方航空岡9326部隊より300名の整備委託生を収容、在校生2,000名となる。卒業生は陸軍航空工廠へ軍属として全員優先採用される。
- 1942年 - 国家の要請により山梨航空機関学校と改称。航空整備士養成の専門校となる。
- 1945年 - 終戦により閉校。
- 1960年 - 学校法人 梅沢学園、山梨航空工業高等学校の設置認可を受ける。（学校教育法第一条による高等学校）
- 1964年 - 学校法人日本航空学園、日本航空工業高等学校と改称。
- 1970年 - 日本航空専門学校（各種学校）の設置認可を受ける。
- 1974年 - 日本航空大学校と改称。
- 1976年 - 日本航空大学校（専修学校専門課程）の認可を受ける。
- 1977年 - 日本航空大学校竜ヶ崎分校は、日本航空操縦大学校となり、専修学校専門課程の認可を受ける。
- 1979年 - 日本航空工業高等学校を日本航空高等学校と改称。
- 1985年 - 日本航空高等学校に普通科を新設する。
- 1988年 - 北海道千歳市に日本航空学園千歳校（専修学校専門課程）の設置許可を受ける。
- 1992年 - 日本航空高等学校の普通科を男女共学とする。また自宅通学を許可する。日本航空大学校の航空整備科、航空電子科、メカトロニクス科の3学科を日本航空学園千歳校と統合する。
- 1994年 - 日本航空高等学校の普通科を特別進学コースとする。日本航空学園千歳校を日本航空専門学校と改称。
- 1995年 - 日本航空専門学校に空港技術科を新設する。
- 1999年 - 日本航空高等学校通信制課程が認可される。
- 2000年
  - 米国日本航空大学（JAUA）がカリフォルニア州より法人として認可される。
  - FAA（米国民間航空局）のキャッツセンター（学科試験場）として認可される。
- 2003年
  - 石川県輪島市に日本航空大学校が移転。
  - 石川県輪島市に日本航空第二高等学校が開校。
  - 北海道白老町に日本航空専門学校 白老校が開校。
  - 山梨に日本自動車専門学校が開校。
- 2005年 - 日本自動車専門学校を日本航空総合専門学校と改称。
- 2006年
  - 山梨に日本航空学園ヘーグル中学校が開校。
  - 日本航空総合専門学校を日本航空大学校山梨と改称。
- 2007年 - ヘーグル中学校を日本航空高等学校付属中学校と改称。
- 2009年
  - 日本航空第二高等学校を日本航空高等学校石川と改称。
- 2010年 - 
  - 日本航空大学校が国土交通大臣指定航空従事者養成施設となる。
  - 日本航空大学校を日本航空専門学校石川と改称。
- 2012年
  - 建学80周年を迎える。
  - 建学80年記念特別航空祭を開催。
- 2021年
  - 日本航空高等学校付属中学校が教育を再開。
  - 日本航空専門学校を日本航空大学校北海道と改称。
- 2024年 - 北海道千歳市に日本航空高等学校北海道校が開校。
- 2025年 - 千葉県鴨川市に日本航空高校通信制の分校を開設予定[6]。

出典：日本航空学園の歴史（日本航空学園）

## 国際交流
日本航空学園では、2013年3月時点で6か国25校と友好校締結をしている。

## 在籍した人物
学校法人として日本航空学園に勤務した主な人物を五十音順に記し、在籍時の主要な役職を括弧内に、公職ほか役職をハイフン以降に併記した。その他、学園在籍者については、当該の学校の記事を参照。
- 赤池誠章（理事） - 文部科学大臣政務官
- 梅沢重雄（理事長） - 日本文化チャンネル桜設立発起人
- 米田建三（理事） - 内閣府副大臣

## 問題

### 国有地の取得
山梨県内の国有地（里道）を、同学園が滑走路用地などとして約50年間に亘って無断使用をし続け、その後財務省関東財務局が2016年5月に評価額の8分の1で同学園に売却していたことが、2018年1月8日付の毎日新聞の報道で明らかになった。同財務局は、無断取得の事実を把握していながら放置しており、国有地の杜撰（ずさん）な管理体制が指摘されている。同学園の梅沢重雄理事長は「土地取得は正当で、無断使用の認識もない」と取材に答えた。

## 設置校

### 専修学校
- 日本航空大学校石川[10]
- 日本航空大学校北海道

### 高等学校
- 日本航空高等学校
- 日本航空高等学校石川
- 日本航空高等学校北海道
- 日本航空高等学校通信制課程

### 中学校
- 日本航空高等学校附属中学校

### 団体
- 内閣府認定・公益財団法人日本航空教育協会[11]
- キッズアフタースクール・ウィンパル[12][リンク切れ]
- JAAウイングシアター[13]
- JAAサッカーアカデミー[14][リンク切れ]

## 関連会社
- 株式会社ジャネット[15]
- 株式会社ウイングエンターテイメント[16]
- 株式会社JAA（2019年3月株式会社ウィングメディアプロより改称、2022年2月閉鎖）[17]

## 関連団体
- 日本文化チャンネル桜
  - チャンネル桜 - 理事長が設立発起人[18]、過去[いつ?]には「日本航空学園アワー」という番組が放送されていた。